# Восточный лиометопум
Восточный лиометопум (лат. Liometopum orientale) — вид лесных муравьёв подсемейства долиходерины. Эндемик Дальнего Востока России.

## Описание
Длина рабочих 4—6 мм, самки до 12 мм, самцы около 10 мм. Окраска коричнево-чёрная (самки и самцы полностью чёрные). Лесной вид, типичный дендробионт, обитает в смешанных широколиственных лесах, муравейники в древесине. Гнёзда обнаруживаются в основном в таких деревьях как кедр корейский, пихта, реже дуб монгольский, липа амурская, береза белая. Охотятся на мелких беспозвоночных, собирают сладкую падь тлей.

## Распространение
Дальний Восток России: юг Хабаровского и Приморского края, в том числе Лазовский заповедник.

## Систематика
Таксон был впервые описан под названием Liometopum microcephalum var. orientalis Karavaiev, 1927 советским энтомологом Владимиром Афанасьевичем Караваевым. В 1988 году А. Н. Купянская повысила статус вариетета до самостоятельного вида.

## Охранный статус
Внесены в Красную книгу России (категория 2 — сокращающийся в численности вид) и  в Красную книгу Приморского края.